# Villamanrique de Tajo
Villamanrique de Tajo é um município da Espanha na província e comunidade autónoma de Madrid, de área 29,15 km² com população de 650 habitantes (2004) e densidade populacional de 22,30 hab/km².

## Demografia
| Variação demográfica do município entre 1991 e 2004 | Variação demográfica do município entre 1991 e 2004 | Variação demográfica do município entre 1991 e 2004 | Variação demográfica do município entre 1991 e 2004 |
| --------------------------------------------------- | --------------------------------------------------- | --------------------------------------------------- | --------------------------------------------------- |
| 1991                                                | 1996                                                | 2001                                                | 2004                                                |
| 552                                                 | 585                                                 | 588                                                 | 650                                                 |